# Калхун (окръг, Мисисипи)
Окръг Калхун (на английски: Calhoun County) е окръг в щата Мисисипи, Съединени американски щати. Площта му е 1523 km², а населението - 15 069 души (2000). Административен център е село Питсбъро.